# Petrosino
Petrosino (Piṭṛusinu in siciliano) è un comune italiano di 7 931 abitanti del libero consorzio comunale di Trapani in Sicilia.
Venne istituito nel 1980 con scorporo di territorio dai comuni di Marsala e Mazara del Vallo.

## Storia
Fino al 1600 il territorio è incolto ed inabitato. La delimitazione territoriale primordiale del comune prende forma grazie ad alcuni provvedimenti legislativi del 1758 a favore della infeudazione della contrada San Giuliano e della costruzione di dimore stagionali per i periodi di semina e di raccolto. L'insediamento si perfezionò con la costruzione di un baglio, il cui portale divenne poi lo stemma e simbolo del paese, da parte dell'inglese John Woodhouse. Giunto nel 1773 per comprare soda da inviare in Inghilterra, egli scoprì le qualità del vino locale e cominciò a curarne l'esportazione verso il suo paese.
In seguito all'Unità d'Italia e alla Legge Corleo del 1862 (che sancisce l'abolizione dei feudi ecclesiastici) il territorio va assumendo la conformazione moderna con la nascita dei primi conglomerati urbani tipici detti Chianura (da chianu), tuttora esistenti. Dall'anno 1880 ai primi del Novecento la costruzione della linea ferroviaria Sicula Occidentale e della stazione ferroviaria Petrosino-Strasatti oltre all'ingrandimento del chianu Chiesa (oggi piazza Francesco De Vita e centro cittadino) e all'aumento della popolazione residente in pianta stabile da l'impulso per la prima richiesta di autonomia del 1937.

### Origine del nome
Deve il suo nome, molto probabilmente, al prezzemolo, pianta aromatica che cresce spontaneamente in quelle zone: infatti in latino è Petroselinum crispum, da origine greco πέτρος Σελινοῦς, e che in siciliano "pitrusinu" ne conserva il nome sia per la pianta sia per il paese.

### Da frazione a comune
Petrosino era frazione di Marsala. Gli abitanti, a seguito di un referendum popolare, ottennero l'autonomia comunale, sancita dalla Legge regionale n. 82 del 21 luglio 1980, con effetto dal 10 agosto. Il nuovo comune venne costituito con circa 17 km² di territorio marsalese e 28 km² provenienti da Mazara (contrada Triglia-Scaletta).

### Simboli
(D.P.R. del 31 luglio 1981)
Simbolo del paese è il portale del baglio padronale fatto costruire dal mercante inglese John Woodhouse nel XVIII secolo.

## Monumenti e luoghi d'interesse
Nel settore monumentale ricordiamo: la Torre Sibiliana del XV secolo, la Torre Montenero del XVII secolo, il Baglio Woodhouse, il Baglio Spanò del XIX secolo.
Lungo la costa si possono trovare spiagge dalla sabbia fine come costoni di roccia calcarea. Sul versante nord (presenti tra Torre Sibiliana e punta Biscione) i costoni arrivano a circa tre metri di altezza mentre sul versante sud si ha la presenza di spiagge dalla lunghezza variabile inframezzati da costa rocciosa. Famosa è la spiaggia di Torrazza, sul versante sud, spiaggia principale dei petrosileni e limitrofi. 

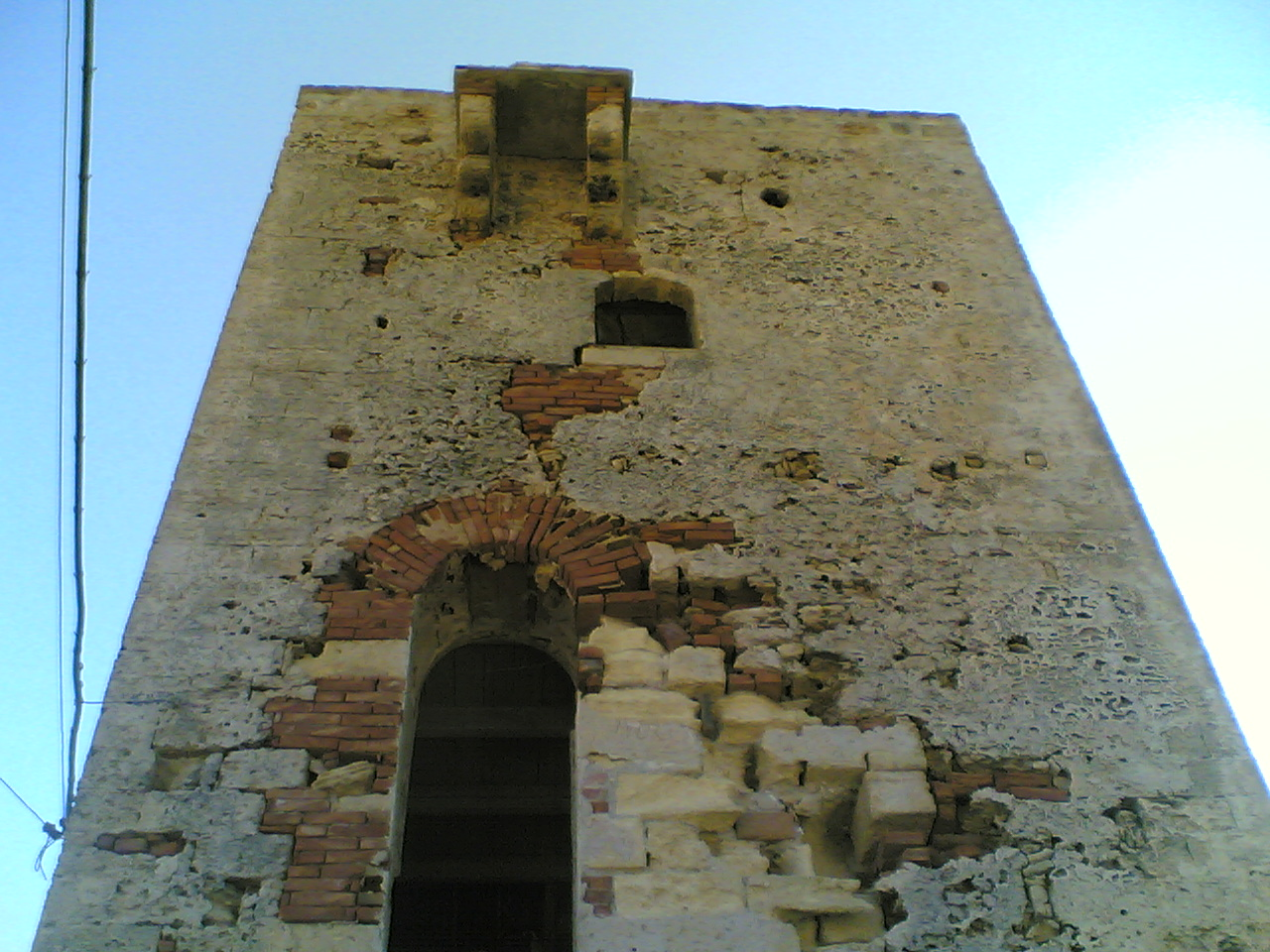
La torre Sibiliana

## Società

### Evoluzione demografica
Abitanti censiti

## Economia
La sua economia si basa essenzialmente sull'agricoltura. Si producono ortaggi in serra, uva da tavola e da mosto. Risulta essere il comune più vitivinicolo d'Italia, con la maggiore produzione di uva per abitante. Contribuisce in maniera significativa alla produzione del noto vino Marsala. Sono presenti anche allevamenti di ovini.
Rilevanti risultano essere gli investimenti che le amministrazioni comunali che si sono succedute hanno riservato allo sviluppo turistico puntando su Street art, eventi culturali e folkloristici. Importanza via via crescente sta acquisendo il Carnevale petrosileno, con la sfilata di caratteristici carri allegorici.

## Amministrazione
Di seguito è presentata una tabella relativa alle amministrazioni che si sono succedute in questo comune.
| Periodo          | Periodo          | Primo cittadino       | Partito                     | Carica              | Note  |
| ---------------- | ---------------- | --------------------- | --------------------------- | ------------------- | ----- |
| 6 giugno 1989    | 11 luglio 1991   | Gaspare Valenti       | Partito Socialista Italiano | Sindaco             | [ 7 ] |
| 11 luglio 1991   | 13 giugno 1992   | Vincenzo Parrinello   | Democrazia Cristiana        | Sindaco             | [ 7 ] |
| 13 giugno 1992   | 15 luglio 1993   | Paolo Angileri        | Partito Socialista Italiano | Sindaco             | [ 7 ] |
| 12 agosto 1993   | 9 aprile 1994    | Giacomo Licari        | Democrazia Cristiana        | Sindaco             | [ 7 ] |
| 13 maggio 1994   | 14 maggio 1994   | Mario Di Girolamo     | Partito Socialista Italiano | Sindaco             | [ 7 ] |
| 27 maggio 1994   | 6 dicembre 1994  | Antonino Emmola       |                             | Comm. straordinario | [ 7 ] |
| 6 dicembre 1994  | 30 novembre 1998 | Francesco Zichittella | lista civica                | Sindaco             | [ 7 ] |
| 30 novembre 1998 | 27 maggio 2003   | Giacomo Licari        | lista civica                | Sindaco             | [ 7 ] |
| 27 maggio 2003   | 14 novembre 2006 | Giacomo Licari        | Unione di Centro            | Sindaco             | [ 7 ] |
| 18 maggio 2007   | 7 maggio 2012    | Biagio Valenti        | lista civica                | Sindaco             | [ 7 ] |
| 7 maggio 2012    | 11 giugno 2017   | Gaspare Giacalone     | lista civica                | Sindaco             | [ 7 ] |
| 11 giugno 2017   | 13 giugno 2022   | Gaspare Giacalone     | lista civica                | Sindaco             | [ 7 ] |
| 13 giugno 2022   | in carica        | Giacomo Anastasi      | lista civica                | Sindaco             | [ 7 ] |

## Sport

### Calcio
La principale squadra di calcio del paese è il BiancoArancio Petrosino che milita nel girone Trapani siciliano di 2ª Categoria.